# Skijalište Sljeme
Skijalište Sljeme skijalište je na sjevernim obroncima planine Medvednice, u neposrednoj blizini hrvatskog glavnog grada Zagreba. Skijalište se sastoji od 4 (četiri) kilometara staza, 3 (tri) žičare, te sustava za umjetno zasnježenje i rasvjete za noćno skijanje. Samo skijalište spušta se s 1032 metara viskog vrha Medvednice, Sljemena. Sljeme je jedno od najvećih skijališta Hrvatske, a u blizini skijališta nalaze se hotel Tomislavov dom i apartmanska kuća Snježna kraljica. Na Sljemenu svake se zime održava natjecanje svjetskog skijaškog kupa Snježna kraljica.

## Skijaške staze i žičare
Skijalište Sljeme sastoji se od 5 (pet) skijaških staza i 3 (tri) žičare. Na dvije staze (Crveni spust i Bijela livada) postavljena je rasvjeta za noćno skijanje.
| Naziv staze     | Visinska razlika | Duljina | Zahtjevnost   |
| --------------- | ---------------- | ------- | ------------- |
| Crveni spust    | 300 m            | 975 m   | teška         |
| Bijeli spust    | 150 m            | 1.110 m | lagana        |
| Zeleni spust    | 110 m            | 480 m   | srednje teška |
| Bijela livada   | 80 m             | 390 m   | lagana        |
| Plavi spust     | 210 m            | 1.090 m | srednje teška |
| Ukupna duljina: |                  |         | 4.045 m       |

| Naziv žičare   | Donja postaja | Gornja postaja | Dužina | Kapacitet     |
| -------------- | ------------- | -------------- | ------ | ------------- |
| Žičara trosjed | 730 m/nm      | 1.030 m/nm     | 870 m  | 1.700 osoba/h |
| Bijela vučnica | 940 m/nm      | 1.024 m/nm     | 340 m  | 800 osoba/h   |
| Zelena vučnica | 899 m/nm      | 1.004 m/nm     | 400 m  | 800 osoba/h   |

## Dnevno i noćno skijanje
Tijekom skijaške sezone na Sljemenu moguće je skijati od 9 do 16 sati svaki dan. Noćno skijanje moguće je utorkom i četvrtkom od 19 do 22 sata na Crvenom spustu i Bijeloj livadi.

## Vanjske poveznice
- Naslovna stranica Skijališta Sljeme